# Огњан Дамњановић
Огњан Дамњановић (Шабац, 20. априла 1985) српски је фудбалер, који игра на позицији најистуренијег нападача.

## Трофеји и награде
Пролетер Нови Сад
- Српска лига Војводина: 2008/09.[6]

Напредак Крушевац
- Прва лига Србије: 2015/16.[7]

Мачва Шабац
- Прва лига Србије: 2016/17.[8]